# Еудженіо Коріні
Еудженіо Коріні (італ. Eugenio Corini; нар. 30 липня 1970, Баньйоло-Мелла) — італійський футболіст, що грав на позиції півзахисника. По завершенні ігрової кар'єри — футбольний тренер. З 2020 року очолює тренерський штаб «Лечче».
Як гравець насамперед відомий виступами за клуби «К'єво» та «Палермо», а також національну збірну Італії.

## Клубна кар'єра
Народився 30 липня 1970 року в місті Баньйоло-Мелла. Вихованець юнацьких команд «Фьйонда Баньйола», «Волюнтас» та «Брешія».
У дорослому футболі дебютував 1987 року виступами за команду клубу «Брешія», в якій провів три сезони, взявши участь у 77 матчах чемпіонату.
Своєю грою за цю команду привернув увагу представників тренерського штабу клубу «Ювентус», до складу якого приєднався 1990 року. Відіграв за «стару сеньйору» наступні два сезони своєї ігрової кар'єри. Більшість часу, проведеного у складі «Ювентуса», був основним гравцем команди.
Згодом з 1992 по 1998 рік грав у складі команд клубів «Сампдорія», «Наполі», «Брешія», «П'яченца» та «Верона».
1998 року уклав контракт з клубом «К'єво», у складі якого провів наступні п'ять років своєї кар'єри гравця. Граючи у складі «К'єво» також здебільшого виходив на поле в основному складі команди.
З 2003 року чотири сезони захищав кольори «Палермо». Тренерським штабом нового клубу також розглядався як гравець «основи».
2007 року перейшов до клубу «Торіно», за який відіграв 2 сезони. Завершив професійну кар'єру футболіста виступами за «Торіно» у 2009 році

## Виступи за збірні
1988 року викликався до складу юнацької збірної Італії.
Протягом 1988—1993 років був гравцем молодіжної збірної Італії. На молодіжному рівні зіграв у 29 офіційних матчах, забив один гол.
З 1992 по 1993 рік також захищав кольори олімпійської збірної Італії. У складі цієї команди провів 7 матчів, забив 2 голи. У складі збірної — учасник футбольного турніру на Олімпійських іграх 1992 року у Барселоні.
Протягом 1992—2002 років декілька разів отримував виклики до національної збірної Італії, разом з якою проводив тренувальні збори та навіть включався до складу національної команди на офіційні зустрічі. Втім дебют Коріні у формі головної команди Італії так і не відбувся.

## Кар'єра тренера
Розпочав тренерську кар'єру невдовзі по завершенні кар'єри гравця, 2010 року, очоливши тренерський штаб клубу «Портогруаро».
В подальшому очолював команди клубів «Кротоне» та «Фрозіноне».
У жовтні 2012 року очолив тренерський штаб команди «К'єво», з якою пропрацював до кінця сезону. Згодом працював з цією командою з листопада 2013 до жовтня 2014, зокрема зумівши втримати команду у Серії A в сезоні 2013/14.
Наприкінці листопада 2016 року прийняв пропозицію попрацювати у клубі «Палермо», проте залишив клуб зі столиці Сицилії вже через три місяці.
З червня 2017 по лютий 2018 року очолював тренерський штаб «Новари».
19 вересня 2018 року повернувся до клубу, в якому свого час починав кар'єру гравця, «Брешії», цього разу в статусі головного тренера команди. Під його керівництвом «Брешія» завершила сезон на першому місці турнірної таблиці Серії B, повернувшись таким чином після восьмирічної перерви до елітного італійського дивізіону. Утім старт у Серії A для команди виявився вкрай невдалим, і вже на початку листопада 2019 року, після десяти турів, в яких «Брешія» набрала лише 7 очок, найменше з усіх учасників турніру, Коріні було звільнено. Утім вже за місяць Коріні повернувся на тренерський місток «Брешії», утім лише для того аби на початку лютого 2020 року бути повторного звільненим після того як і з другої спроби йому не вдалося покращити результати команди.
22 серпня 2020 року очолив тренерський штаб «Лечче», команди, що за результатами сезону 2019/20 вибула з найвищого італійського дивізіону і стартувала в Серії B.

## Статистика виступів

### Статистика клубних виступів
| Сезон               | Команда     | Чемпіонат | Чемпіонат | Чемпіонат |
| Сезон               | Команда     | Ліга      | Ігор.     | Gol       |
| ------------------- | ----------- | --------- | --------- | --------- |
| 1987–88             | «Брешія»    | B         | 14        | 0         |
| 1988–89             | «Брешія»    | B         | 29        | 0         |
| 1989–90             | «Брешія»    | B         | 34        | 9         |
| 1990–91             | «Ювентус»   | A         | 25        | 1         |
| 1991–92             | «Ювентус»   | A         | 22        | 1         |
| 1992–93             | «Сампдорія» | A         | 24        | 4         |
| 1993–94             | «Наполі»    | A         | 14        | 0         |
| лип.-лис. 1994      | «Наполі»    | A         | 3         | 0         |
| лич. 1994-чер. 1995 | «Брешія»    | A         | 24        | 2         |
| 1995–96             | «П'яченца»  | A         | 32        | 1         |
| 1996–97             | «Верона»    | A         | 9         | 1         |
| 1997–98             | «Верона»    | B         | 35        | 3         |
| сер.-жов. 1998      | «Верона»    | B         | 2         | 0         |
| жов. 1998-чер. 1999 | «К'єво»     | B         | 7         | 0         |
| 1999–00             | «К'єво»     | B         | 31        | 6         |
| 2000–01             | «К'єво»     | B         | 36        | 7         |
| 2001–02             | «К'єво»     | A         | 30        | 9         |
| 2002–03             | «К'єво»     | A         | 30        | 5         |
| 2003–04             | «Палермо»   | B         | 40        | 12        |
| 2004–05             | «Палермо»   | A         | 35        | 0         |
| 2005–06             | «Палермо»   | A         | 27        | 3         |
| 2006–07             | «Палермо»   | A         | 27        | 10        |
| 2007–08             | «Торіно»    | A         | 32        | 1         |
| 2008–09             | «Торіно»    | A         | 12        | 0         |